# Mauzé-Thouarsais
Mauzé-Thouarsais é uma comuna francesa na região administrativa da Nova Aquitânia, no departamento de Deux-Sèvres. Estende-se por uma área de 49,53 km². Em 2010 a comuna tinha 2 059 habitantes (densidade: 41,6 hab./km²).

## História

### Época contemporânea
Até 1865, a aldeia Ligron era parte da comuna Mauzé-Thouarsais. Mas após uma petição dos moradores Ligron, esta vila foi anexada à cidade de  St. Radegund por decreto do Conselho de estado, na sua reunião de 10 de Fevereiro de 1865.
Dentro de uma associação de municípios, a comuna de Rigné comum está ligada a Mauzé-Thouarsais desde 1º de Janeiro de 1973 (decreto de 19 de dezembro de 1972).